# Луј Барту
Жан Луј Барту (фр. Jean Louis Barthou; Олорон Сен Мари, 25. август 1862 — Марсељ, 9. октобар 1934) је био француски адвокат, политичар и министар.
Родио се у мјесту Олорон-Сен-Мари, у департману Атлантски Пиринеји 25. август 1862. године.
Непосредно пред Први светски рат, године 1913. године постао је премијер Француске.
Као министар председник 1913—14. истакао се увођењем трогодишње војне обавезе и развијањем ратног ваздухопловства. Као министар спољних послова (1934) радио је на зближавању Француске и СССР-а и стварању услова за његово примање у Лигу народа.
Увиђајући опасност која је запретила Француској доласком Хитлера на власт у Немачкој 1933, настојао је да дође до зближавања између Француске са једне стране и Пољске, Чехословачке, Румуније и Југославије на другој страни, па је зато у пролеће 1934. године посетио престонице тих држава.
Погинуо је у пометњи која је настала након атентата у Марсељу 9. октобра 1934, заједно са краљем Александром, у току својих напора да веже Југославију за француски систем безбедности. Атентат на краља Александра су извршили чланови усташке и ванчамихајковске терористичке организације уз подршку Мусолинијеве Италије и Хортијеве Мађарске. Луј Барту је страдао од стране француског полицајца који га је устрелио у пометњи насталој након убиства краља Александра, што су француске власти заташкале. Према балистичком извештају атентата, који је јавности постао доступан 1974. Бартуа је усмртило зрно 8 mm, испаљено из револвера М1892 – службеног оружја француске полиције.
Био је главна личност иза француско-совјетског пакта, којег је потписао његов наследник Пјер Лавал.
Истакао се као писац (студије о Мирабоу, Ламартину и француској револуцији) те да је 1918. године постао члан Француске академије.
Смедеревско пристаниште је недуго након атентата било названо Пристаниште Луја Бартуа. На Калемегдану, прекопута француског посланства, 26. маја 1935. засађен је "Бартуов храст".
Сахрањен је на паришком гробљу Пер Лашез.